# (71461) Chowmeeyee
(71461) Chowmeeyee (2000 BA4) – planetoida z grupy pasa głównego asteroid okrążająca Słońce w ciągu 5,43 lat w średniej odległości 3,09 j.a. Odkryta 28 stycznia 2000 roku.